# Kisoro
Kisoro  este un oraș  în  Uganda. Este reședinta  districtului Kisoro.